# Koninklijke Roeivereniging Brugge

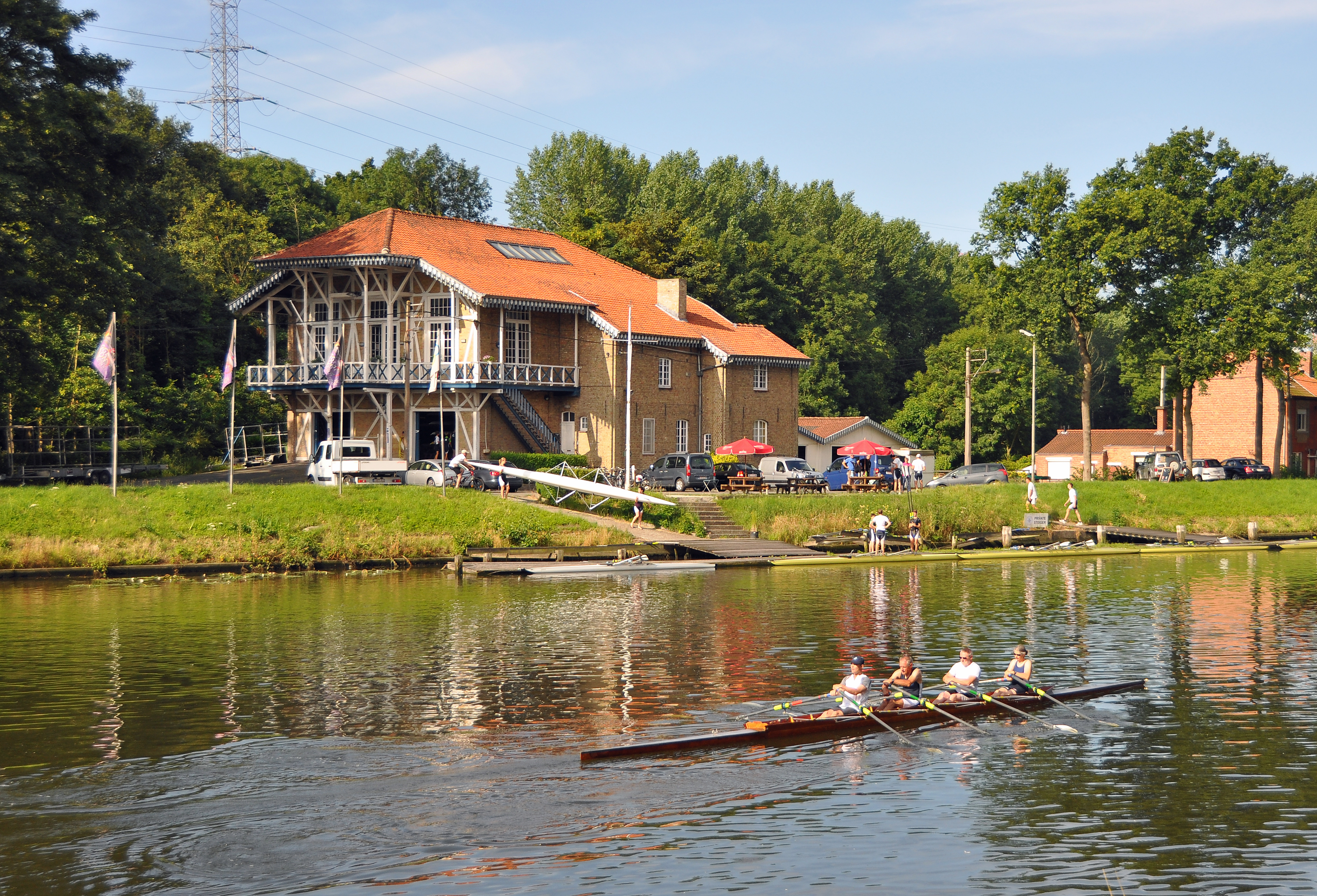
De clubhuis van de roeivereniging

Koninklijke Roeivereniging Brugge (KRB) is een Belgische roeivereniging in de Brugse wijk Waggelwater in de deelgemeente Sint-Andries. De vereniging is actief op het Kanaal Brugge-Oostende, maar dan vooral langs de Brugse kant. De Oostendse kant wordt gebruikt door de KRNSO. Het clubhuis is een beschermd monument gelegen aan het Waggelwaterbos.
Ze werd gesticht in 1869 als vierde roeivereniging van België.
Het roeibladmotief is een wit egaal blad met een donkerblauwe streep die in het verlengde van de riem erop staat.

## Bekende personen die hier roeien/roeiden
- Filip Dewinter, politicus
- Edouard Lescrauwaet, winnaar vier Europese titels
- Tim Maeyens, roeier
- Achiel Mengé, roeier